# C. C. van Asch van Wijck
Jonkvrouwe (Lady) Cornélie Caroline "Cox" van Asch van Wijck (17 de octubre de 1900 - 18 de septiembre de 1932) fue una artista y escultora holandesa.

## Biografía
Cornélie Caroline "Cox" van Asch van Wijck nació en Arnhem, hija de Jonkheer (Lord) Hubert Willem van Asch van Wijck (1867-1935) y Gravin (Condesa) "Wim" Wilhelmina Philippina van Limburg Stirum. (1873-1941).
Fue la cuarta de cinco hijos: Constance "Conny", Maurits "Maus", Cecilius "Cecil", Cornélie "Cox" y Wilhelmina Adolphina "Dolph". Cox lleva el nombre de su tía, la evangelista cristiana, la condesa Cornelia van Limburg Stirum, fundadora de la Escuela Cristiana para Niñas de Arnhem (Christelijke Meisjesschool), que posteriormente pasó a llamarse Limburg Stirumschool. 
A principios de 1914, la familia viajó a Surinam. Cox y sus dos hermanos Maus y Cecil fueron enviados a San Francisco para estudiar. Cox asistió a la Anna Head School for Girls en Berkeley, California . Era la editora de arte del anuario y tenía la ambición de convertirse en artista. En 1925, Cox creó un bajorrelieve para su ex directora Mary Elizabeth Wilson.
El 2 de febrero de 1919, la señorita Cornelia van Asch van Wyck aparece con el cónsul holandés van Coenen Torchiana en el San Francisco Chronicle, Sección de Sociedad. La ocasión es una recepción para oficiales navales holandeses.
Más tarde ese año, Cox regresó a los Países Bajos en compañía de su padre. En 1921, Cox estaba en Inglaterra, donde estuvo a punto de comprometerse con su primo Graaf (Conde) Constantijn Willem Limburg Stirum (1900–1976) antes de que interviniera la familia. De vuelta en los Países Bajos, Cox siguió sus estudios en las artes con el escultor Toon Dupuis, el docente de la Real Academia de Bellas Artes de La Haya ( Koninklijke Academie van Beeldende Kunsten ).

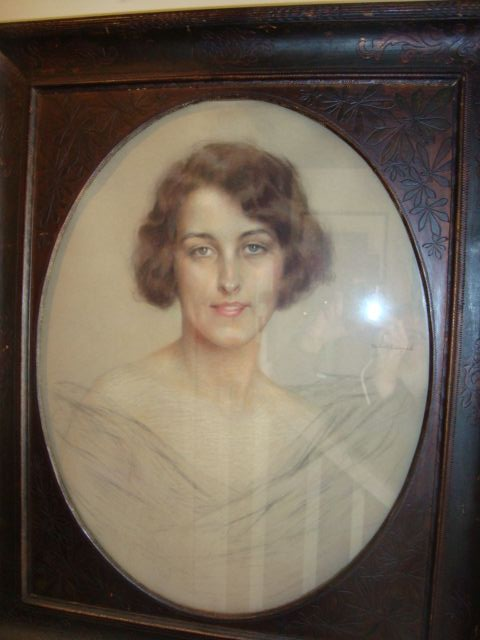
Pastel de CC van Asch van Wijck de Gustave Brisgand

CC van Asch van Wijck se convirtió en un miembro activo de la comunidad de artistas de La Haya (Den Haag) de la década de 1920, tanto como modelo como escultora. Cox modeló para los artistas de su época, como el pintor y pastelista francés Gustave Brisgand, el escultor y su profesor Toon Dupuis, y Piet van der Hem .[cita requerida]
El 7 de agosto de 1930, Cox se casó con Hendrik Gerard Johan "Henri" Völcker, Heer van Soelen en den Aldenhaag (Zutphen 16 de octubre de 1891, Utrecht 18 de diciembre de 1955), Henri era el Lord Protector (heer beschermer) del pueblo de Zoelen, una comunidad rural en el Betuwe a la que sólo se podía acceder mediante transbordadores fluviales. Ni la lejanía de su nuevo hogar ni su condición de casada impidieron a Cox hacer viajes regulares a La Haya, a la playa de Scheveningen, a Leerdam, a Gouda, etc., ya fuera con Henri o sola. En Soelen instaló su taller.

El 18 de septiembre de 1932, C.C. van Asch van Wijck dio a luz a un hijo, Johan Adolph "Dolph" Völcker, Heer van Soelen en den Aldenhaag, Oud y Niew Hinklenoord, al que puso el nombre de su hermana menor. No sobrevivió al parto y murió en Zoelen. Fue enterrada en el cementerio de la Iglesia Reformada (Hervormde kerk) de Zoelen en presencia de todo el pueblo y de todos sus notables, así como de muchos amigos y familiares; sólo para las coronas de flores se necesitaron dos carruajes. Después de la bendición "El Señor Völcker van Soelen agradeció a todos los presentes la extraordinaria asistencia y, dirigiéndose a la tumba, dijo las palabras 'Adiós, querido tesoro, que lo era todo para mí'". ("De Heer Völcker van Soelen dio las gracias a todos los presentes por la gran concurrencia y se dirigió a la tumba con las palabras: Vaarwel, dierbare schat, die alles voor mij was".

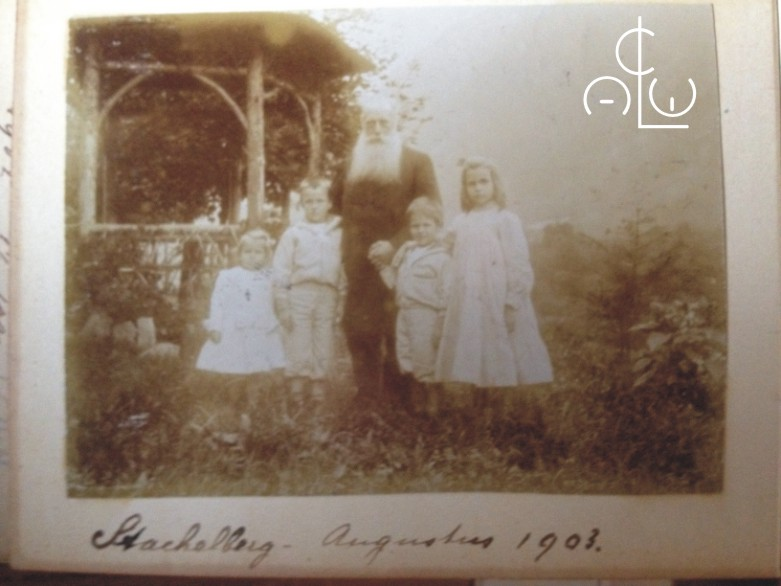
Cox CC van Asch van Wijck con sus hermanos y el abuelo Constantijn Willem van Limburg Stirum (1837–1905)
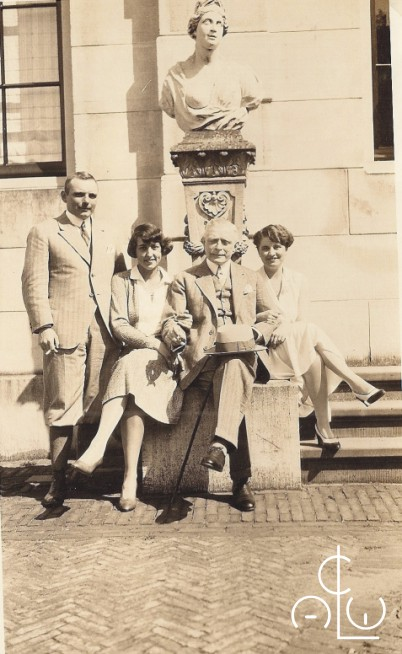
Cox con su esposo Henri Hendrik Gerard Johan Völcker van Soelen, su suegro Eduard Constant Karel Völcker y la Sra. ?
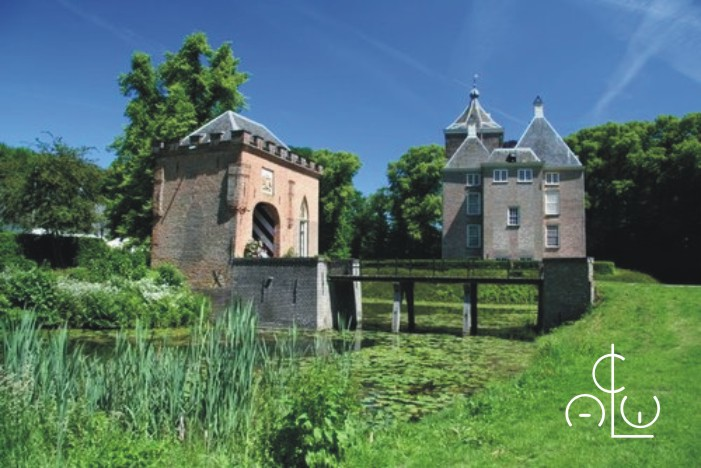
Puerta de entrada de Kasteel Soelen, donde CC van Asch van Wijck tuvo su taller entre 1930 y 1932
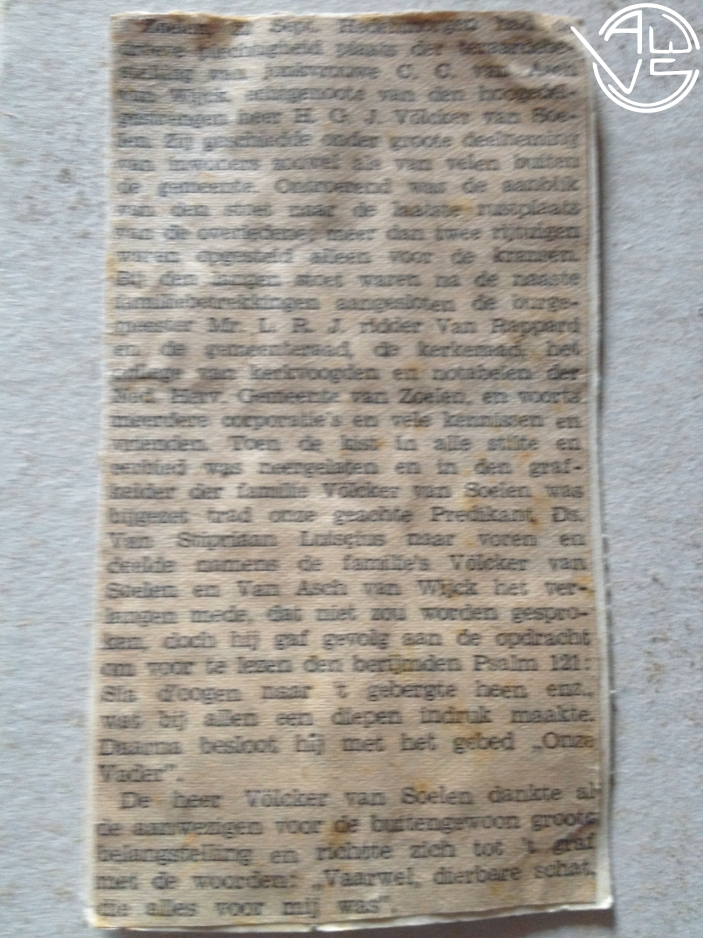
Funeral de CC van Asch van Wijck, recorte del Tielse Courant, 22 de septiembre de 1932.

## Obras
Como escultora, la obra más conocida de C.C. van Ash van Wijk está relacionada con la fábrica de vidrio de Leerdam (Leerdam Glasfabriek). En 1929 propuso su escultura de una máscara de mujer a Petrus Marinus Cochius, director de la fábrica de vidrio. El diseño fue aprobado y entró en producción. Se presentó en dos versiones: transparente y esmerilada; algunas de las máscaras de vidrio se completaron con una base de madera.
Fue algo innovador para la Cristalería, que añadía arte puro a su línea de artículos funcionales, Además de C. C. van Asch van Wijck, la Fábrica de Cristales había contratado a Lucienne Bloch - más tarde conocida por sus murales -, que creó sus animales de cristal (una leona, un pato, etc.). Su trabajo se inspiró en la Virgen con el Niño (1928) de Steph Uiterwaal, colaborador anterior de la fábrica de vidrio. En el mundo del arte holandés había un cierto revuelo por la creación en vidrio y con medios industriales.
La máscara de C. C. van Asch van Wijck formó parte de una exposición en "de Olde Munte" en Arnhem y fue bien recibida en el Arnhemsche Courant. En 1930 ganó una medalla de oro en la Feria Mundial de Colonias, Navegación y Arte Flamenco de Amberes (Bélgica).

C.C. van Ash van Wijk prosiguió su incursión en la combinación de arte e industria asociándose con Koninklijk Goedewaagen de Gouda, Holanda, un fabricante de loza que llevaba funcionando desde 1610. Creó una doncella voladora, "Anunciata", de pie en una gran tassa redonda de crema satinada. La firmó con su nuevo monograma añadiendo a sus iniciales la V S de Völcker van Soelen.

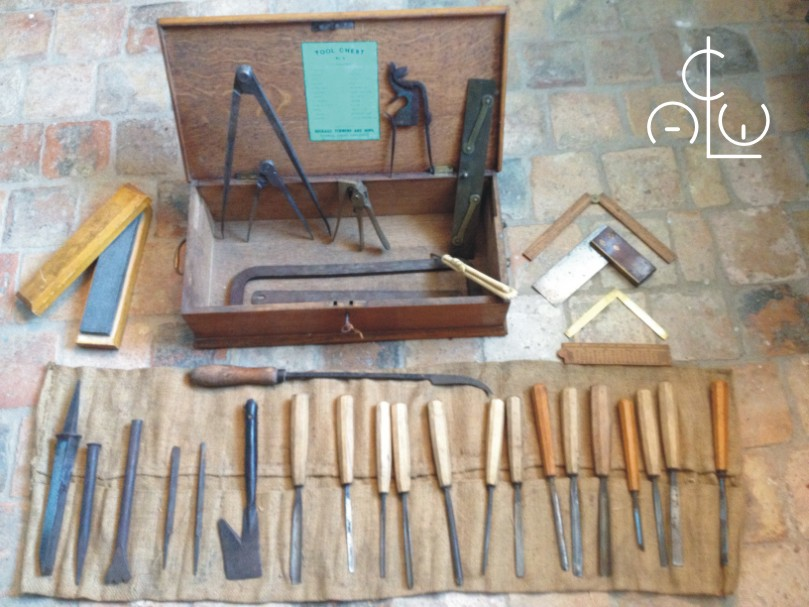
Caja de herramientas de CC van Asch van Wijck
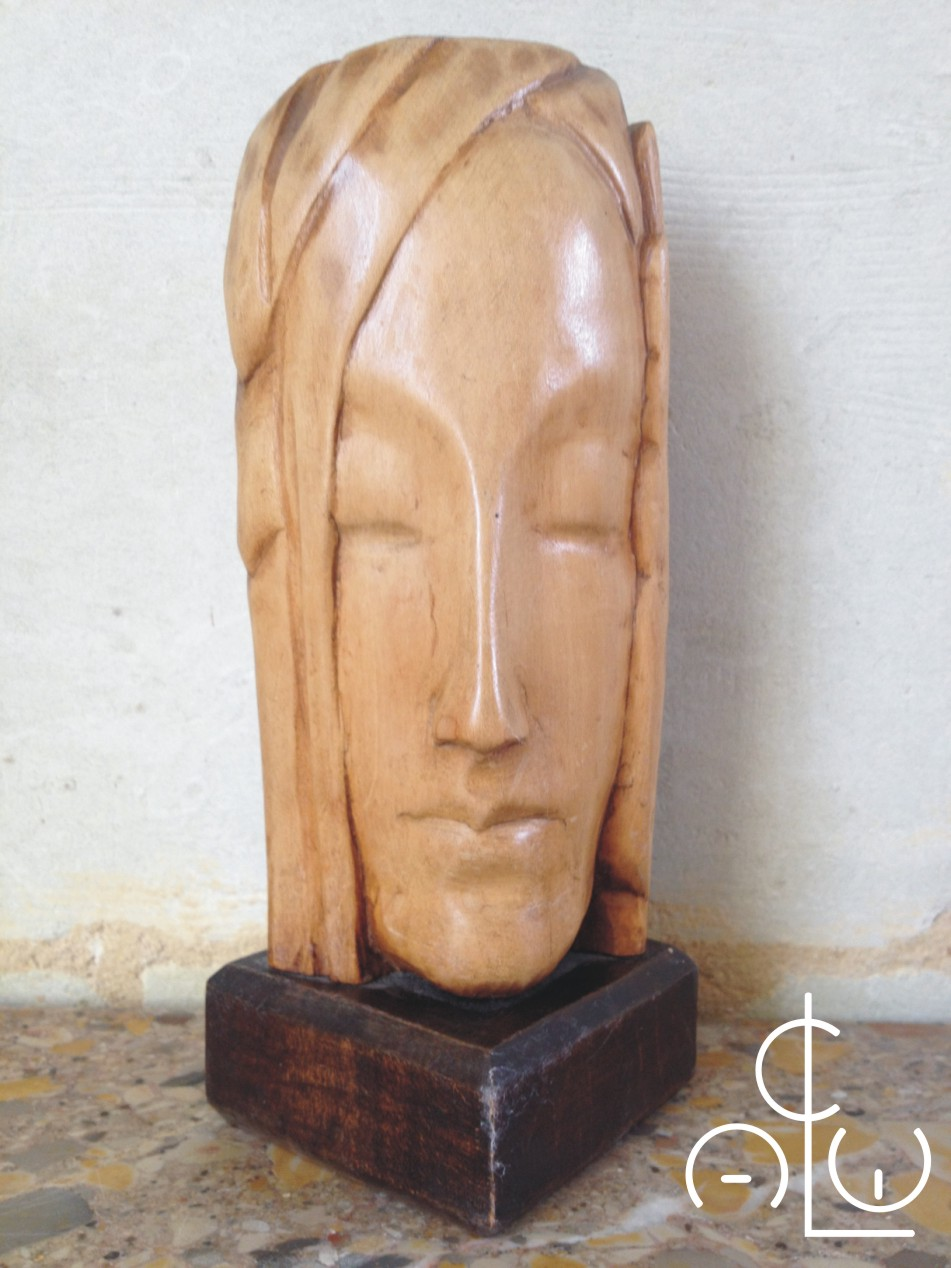
La maqueta del Vrouwenmasker fechada en 1929, altura 20 cm
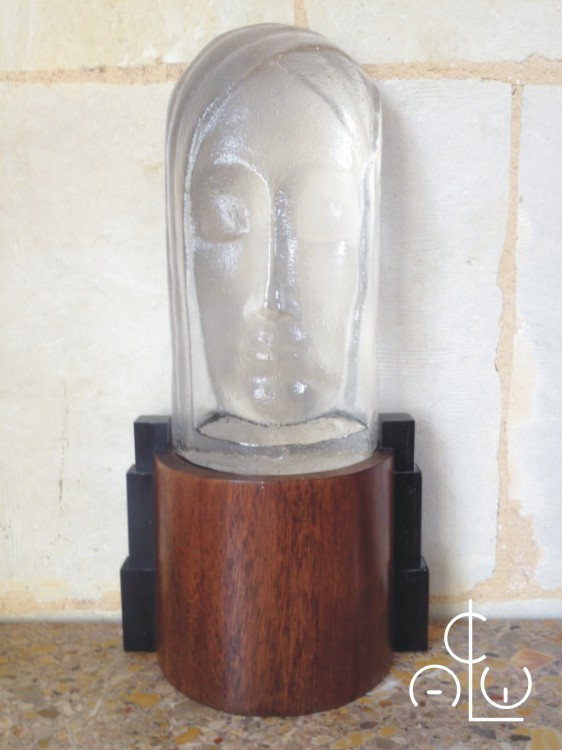
Máscara de mujer (transparente) de CC Asch van Wijck 1929, altura 25,5 cm con peana 38,5 cm
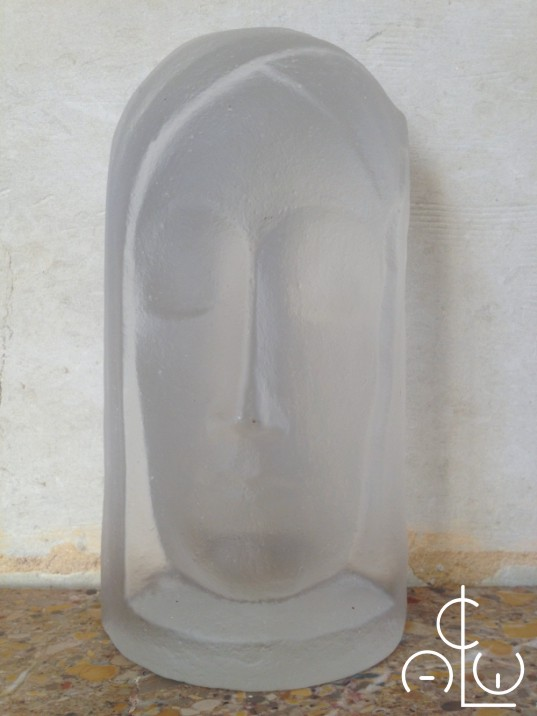
Máscara de mujer (escarchada) de CC Asch van Wijck 1929
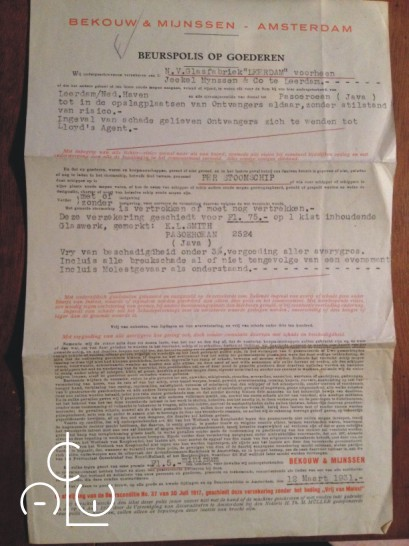
Factura de seguro en el envío desde Glasfabriek Leerdam a Java, Indias Holandesas
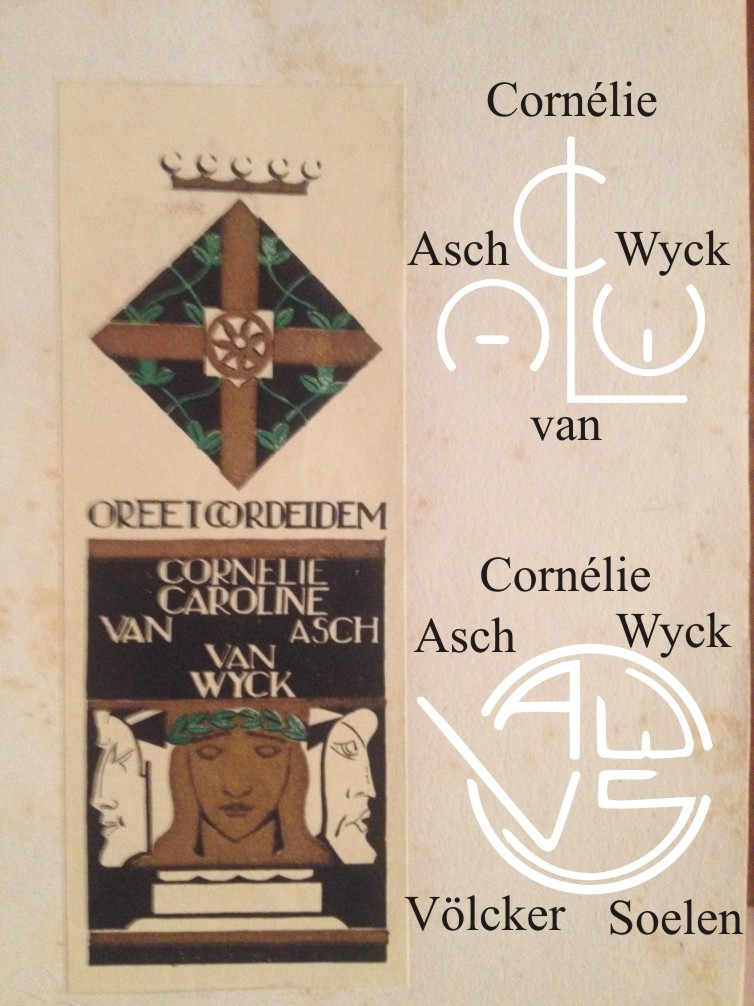
Ex Libris con escudo familiar "modernizado" y lema: Ore et Corde Idem (Lo mismo de habla y corazón) de CC van Asch van Wijck.

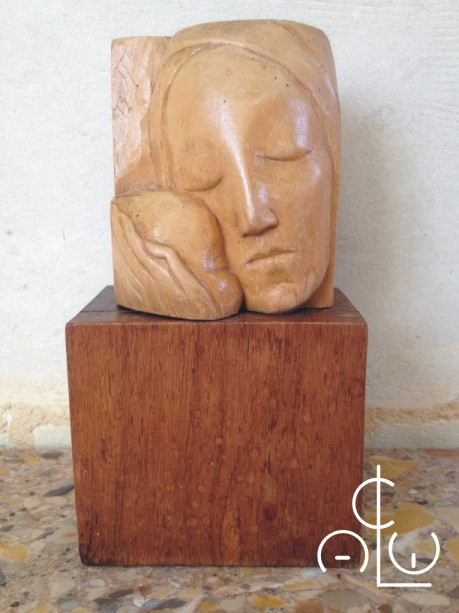
Virgen con el niño de CC van Asch van Wijck 16 cm
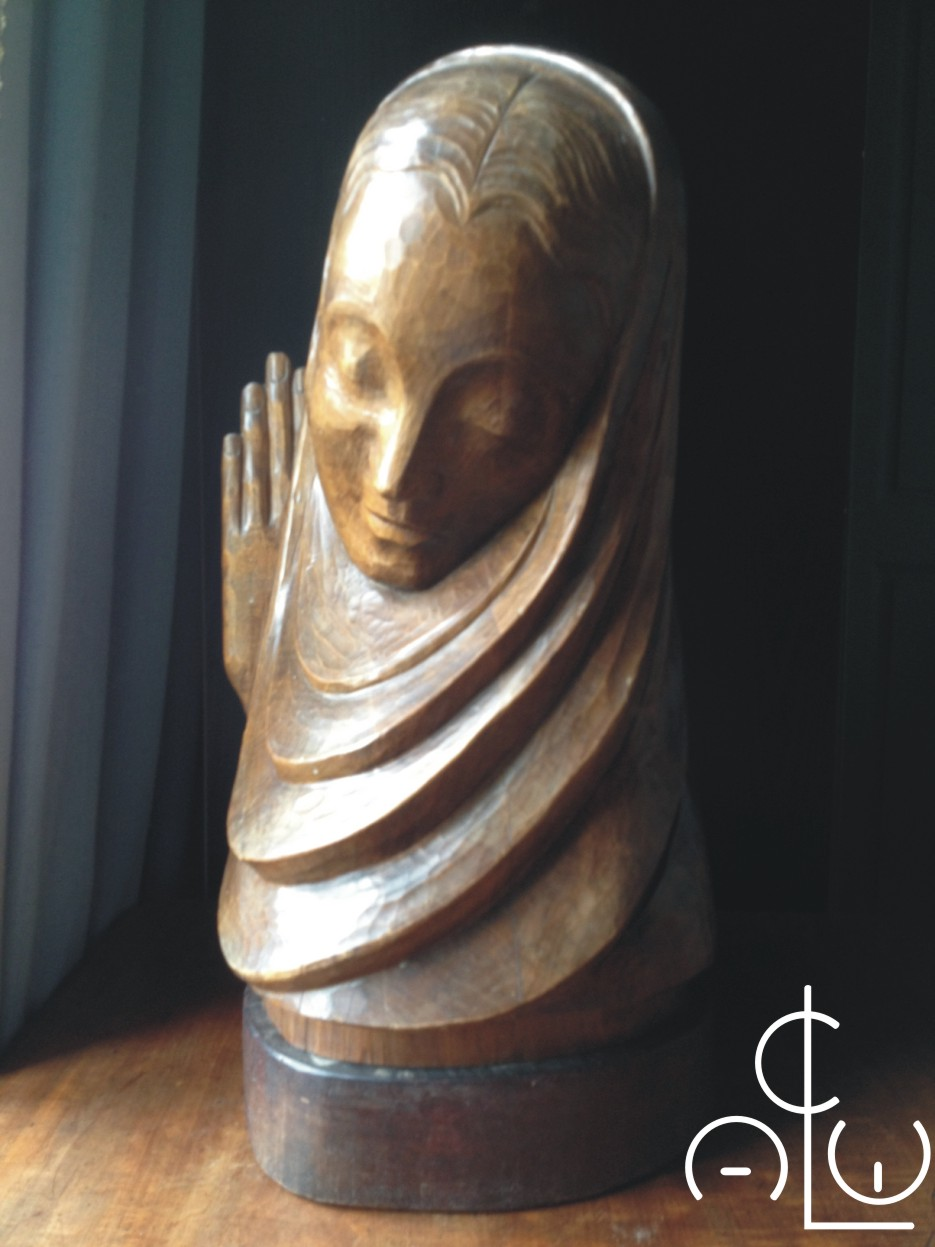
Madonna au Sourire de CC van Asch van Wijck, escultura de madera 57 cm
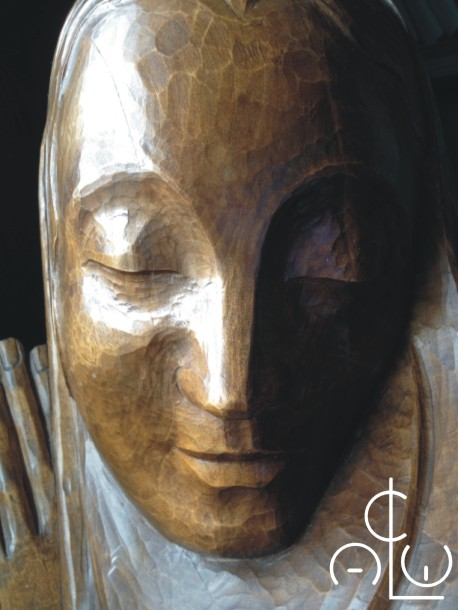
Madonna au Sourire (detalle) de CC van Asch van Wijck, escultura en madera
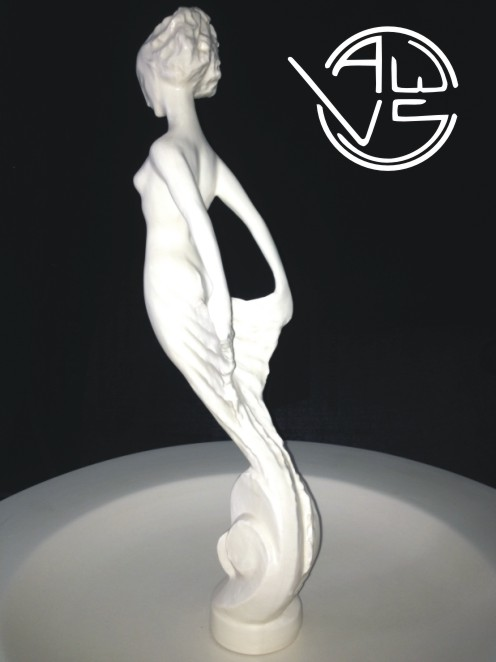
Loza "Anunciata" (detalle) de CC Völcker van Soelen van Asch van Wijck fabricada por Koninklijk Goedewaagen, Gouda Holanda, 1931.
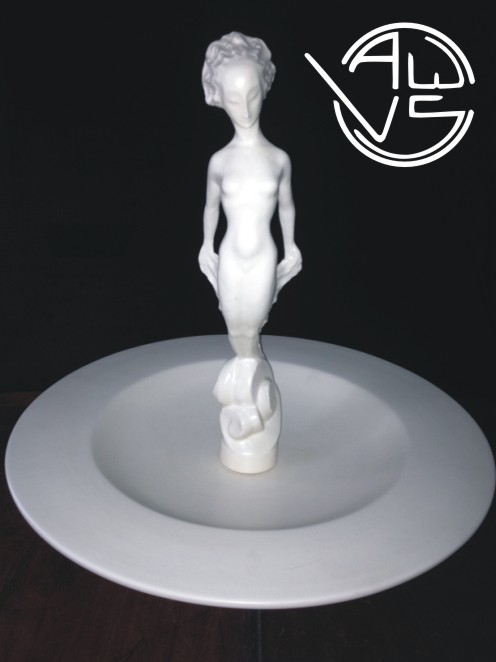
Loza "Anunciata" de CC Völcker van Soelen van Asch van Wijck fabricada por Koninklijk Goedewaagen, Gouda Holanda, 1931.